# Чеський Тешин
Че́ський Те́шин (чеськ. Český Těšín, МФА: [ˈtʃɛskiː ˈcɛʃiːn] ( прослухати); пол. Czeski Cieszyn, МФА: [ˈtʃɛskʲi ˈcʲɛʃɨn] ( прослухати)) або просто Тішин (чеськ. Těšín, пол. Cieszyn) — місто в окрузі Карвіна Мораво-Сілезького краю Чехії. Лежить на річці Ользі, в серці історичного краю Тешинська Сілезія. До поділу краю у 1920 між Польщею і Чехословаччиною було західним передмістям сучасного міста Цешин.

## Історія
До 1918 області місто було під назвою Sachsenberg (місцева говірка: Sasko Kympa), — Саксонський Пагорб, і було маленьким західним передмістям міста Цешину (Польська: Cieszyn, чеська: Těšín) в Тешинському князівстві, в межах Тешинської Сілезії Австро-Угорщини.
Спочатку, обидві національні ради (польська Rada Narodowa Księstwa Cieszyńskiego у її декларації «Ludu śląski!» від 30 жовтня 1918 і чеська Národní výbor pro Slezsko в її декларації від 1 листопада 1918) претендували на всю Тешинську Сілезію.
31 жовтня 1918 року, наприкінці Першої Світової війни під час розпаду Австро-Угорщини, більшість області за підтримки військових було підпорядковано місцевим польським органам влади.
Угода від 2 листопада 1918, відобразила нездатність двох національних рад, провести завершальне розмежування. З 5 листопаду 1918, область була поділена між Польщею і Чехословаччиною за тимчасовим договором двох місцевих рад самоврядування (Чеською Národní výbor pro Slezsko і польською Rada Narodowa Księstwa Cieszyńskiego). У 1919 місцеві ради самоврядування перейшли під владу Праги і Варшави. Місцеві мешканці не були задоволені цим компромісом і 23 січня 1919 відбулося вторгнення чеських військ в область в той час Польща вела Українсько-польську війну проти Західноукраїнської Народної Республіки.
Причина чеського вторгнення в 1919 була перш за все організація виборів в Сейм Польщі в області, до якої точилась суперечка Вибори мали пройти в усій Тешинській Сілезії. Чехи стверджували, що вибори не повинні проводитися в області, до якої точилась суперечка, оскільки розмежування тільки тимчасове і ніякого суверенного права не потрібно виконувати там будь-якою партією. Чеська вимога була знехтувана поляками, чехи вирішили досягти результат силою.
Біля Скочува чеські з'єднання було зупинено і припинення вогню було підписано 3 лютого. Нова Чехословаччина претендувала частково на область на історичні і етнічні землі, але особливо на економічно важливі землі Область була важлива для Чехії бо містила залізницю, що сполучала Чеську Сілезію зі Словаччиною (Кошице-Богумінська залізниця була однією з двох залізниць, які пов'язали чеські провінції із Словаччиною у той час).
Область — багата на кам'яне вугілля. Багато важливих вугільних шахт, і металургійних заводів було розташовано там. Польська сторона базувала свою заяву на область на етнічних критеріях: більшість населення області були поляками згідно з останнім австрійським переписом (1910).
У цьому дуже напруженому кліматі було вирішено провести плебісцит — до якої країни ця територія повинна приєднатися. Комісари плебісциту прибули на місце в кінці січня 1920 і після аналізу ситуації оголосили надзвичайний стан з 19 травня 1920 . Ситуація на території залишилася дуже напруженою. Взаємне залякування, акти терору, биття і навіть вбивства наповнювало область. плебісцит не міг проводитись в цій атмосфері. 10 липня сторони відмовилися від ідеї плебісциту і довірили рішення Конференції Послів. 28 липня 1920 58,1 % площі і близько 67,9 % з населення рішенням Спа конференції було передано Чехословаччині .
В 1938, згідно з Мюнхенською угодою Німеччина анексувала Судетську область, що було узгоджено зі Сполученим Королівством і Францією відповідно до їх гарантій, Польща примусила Чехословаччину, передати місто Чеські-Тешин їй, згідно з ультиматумом від 30 вересня, який прийняла Чехословаччина 1 жовтня. Наступні переговори з Чеською владою, надали додаткові 24 години, щоб Чехословаччина вивела війська, польські війська і влада зайняли місто 2 жовтня, 1938, і територія була анексована Польщею як Cieszyn Zachodni (Західний Цешин).< ., Після війни кордони відновили на стан 1920 року.

### Населення
У 1849 західна частина Тешину мало тільки 14,9 % від загальної чисельності населення міста, в 1880 — 24 % і в 1910 — 33,4 %

Тешин був відомий його національною і культурною різноманітністю, маючи громади німців, поляків, євреїв і чехів.
Була також мала, але впливова угорська громада, охоплюючи здебільшого офіцерів і посадовців.
Згідно з австрійським переписом 1910 року місто мало 22,489 мешканців, з них 13,254 (61.5 %) були німецькомовні, 6,832 (31.7 %) польськомовні і 1,437 (6.7 %) чеськомовні. євреям не дозволялося оголосити їдиш, більшість з них тому оголосила німецьку мову рідною. Найчисельніші релігійні громади були католики — 15,138 (67.3 %), протестанти — 5,174 (23 %) і юдеї з 2,112 (9.4 %).
У 1938 була велика єврейська меншина в місті, близько 1,500 в Цешині і 1,300 в Чеські-Тешині. Майже всі вони були страчені нацистами у концентраційних таборах. Більшість синагог були знищені. Сьогодні тільки одна синагога все ще стоїть в місті, використовувана як польський культурний центр. Єврейське кладовище в Чеські-Тешину покинуто (подивіться фотографії нижче). Велика німецька громада, або втікала, або були вислана до Німеччини після війни. Немає ні єврейської ні німецької громади в місті сьогодні.

## Місто сьогодні
Сьогодні поляки складають близько 16,1 % населення міста, хоча людей польського походження значно більше, і місто зберігає сильний зв'язок з польською культурою. Ця кількість зменшується через продовження культурної асиміляції. Хоч це місто на кордоні, немає жодної реальної етнічної напруги між чехами і поляками. Місто — важливий центр польської культури і освіти Заолжя. Місто має польську початкову школу і гімназію. Також є декілька чеських первинних шкіл і одна гімназія. Тешинський Театр має польські і чеські ансамблі. У виставах лунає як польська, так і чеська мова. Польський ансамбль — єдиний професійний польський ансамбль за межами Польщі. Деякі з акторів задіяні в польських виставах з Польщі. Місто — центр комерційної і паперової промисловості області.

## Відомі особистості
В поселенні народився:
- Кулишір Віктор Тодорович (1917—1941) — український громадський та політичний діяч.

## Галерея

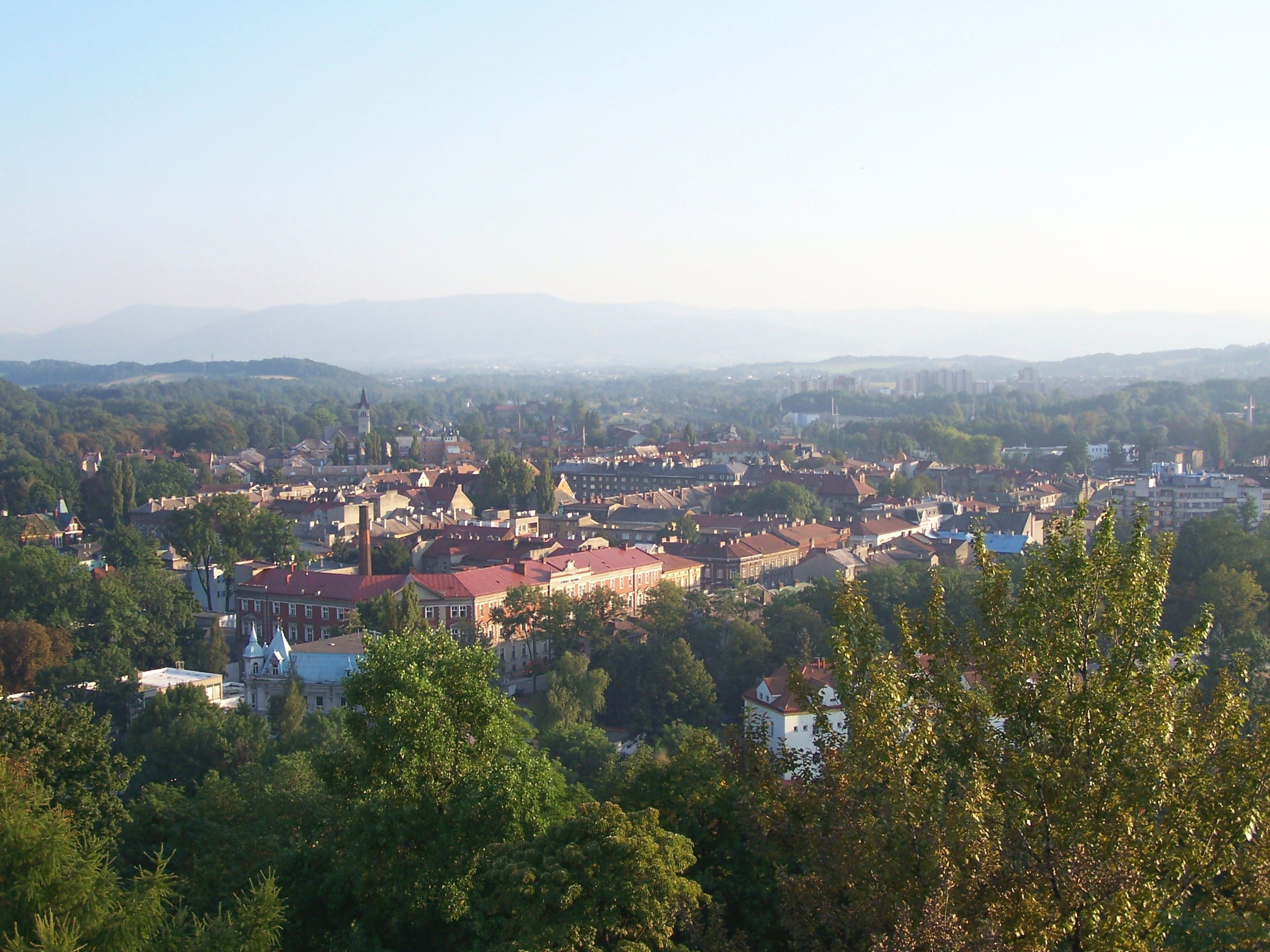
Чеський-Тешин
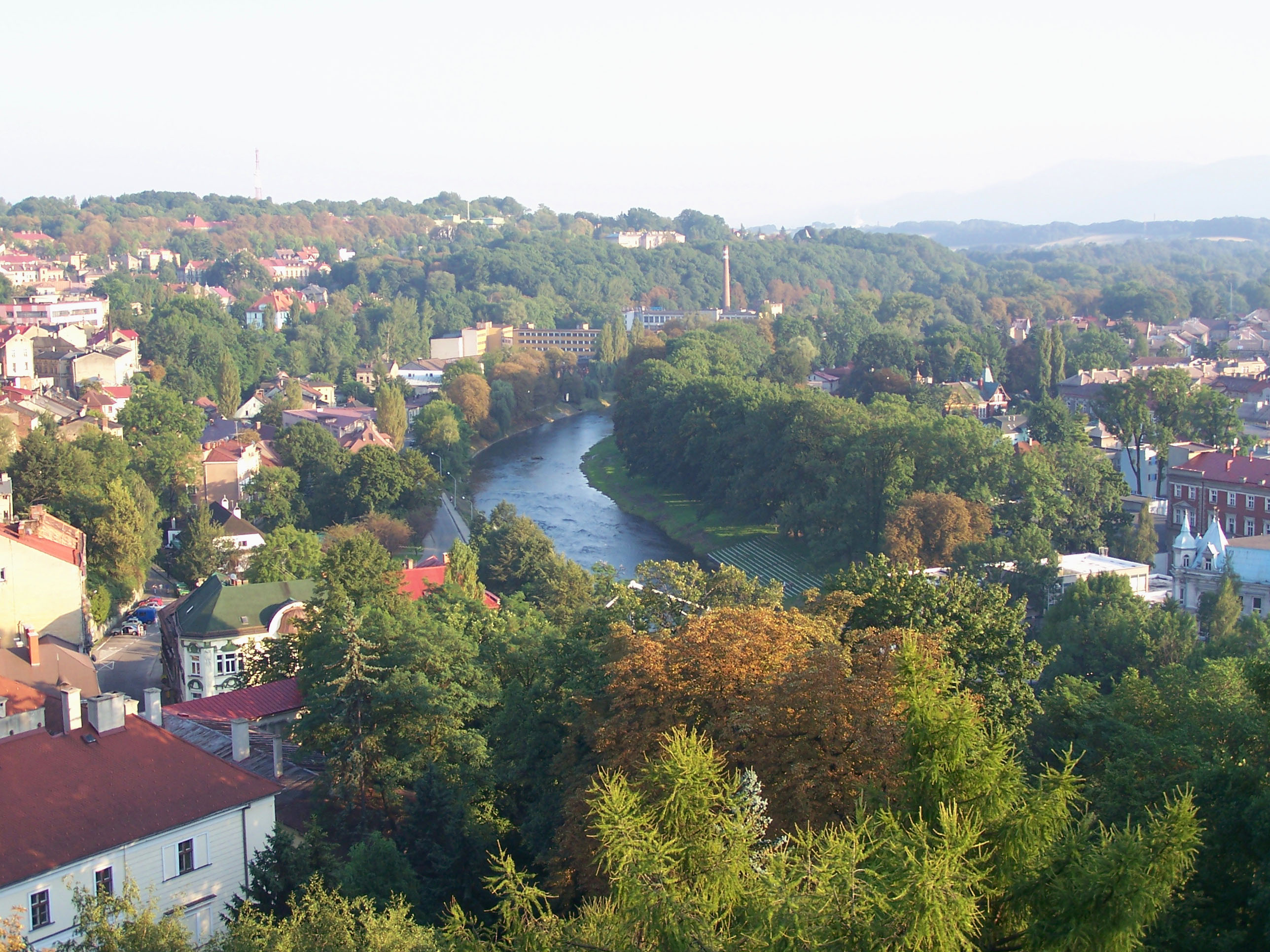
Розмежоване місто. Цешин (ліворуч), Олже (центр) і Чеський-Тешин (праворуч).
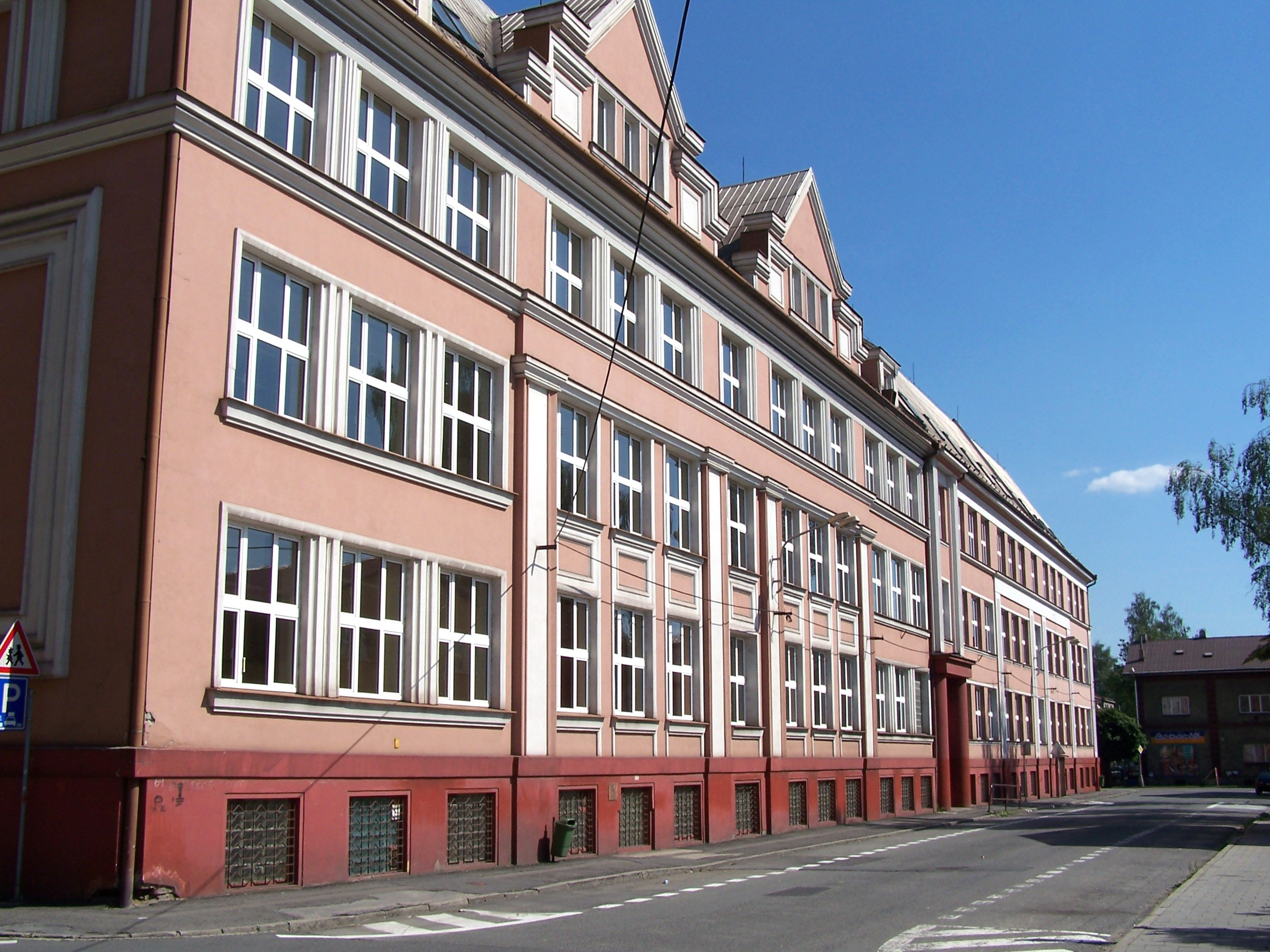
Польська початкова школа і гімназія
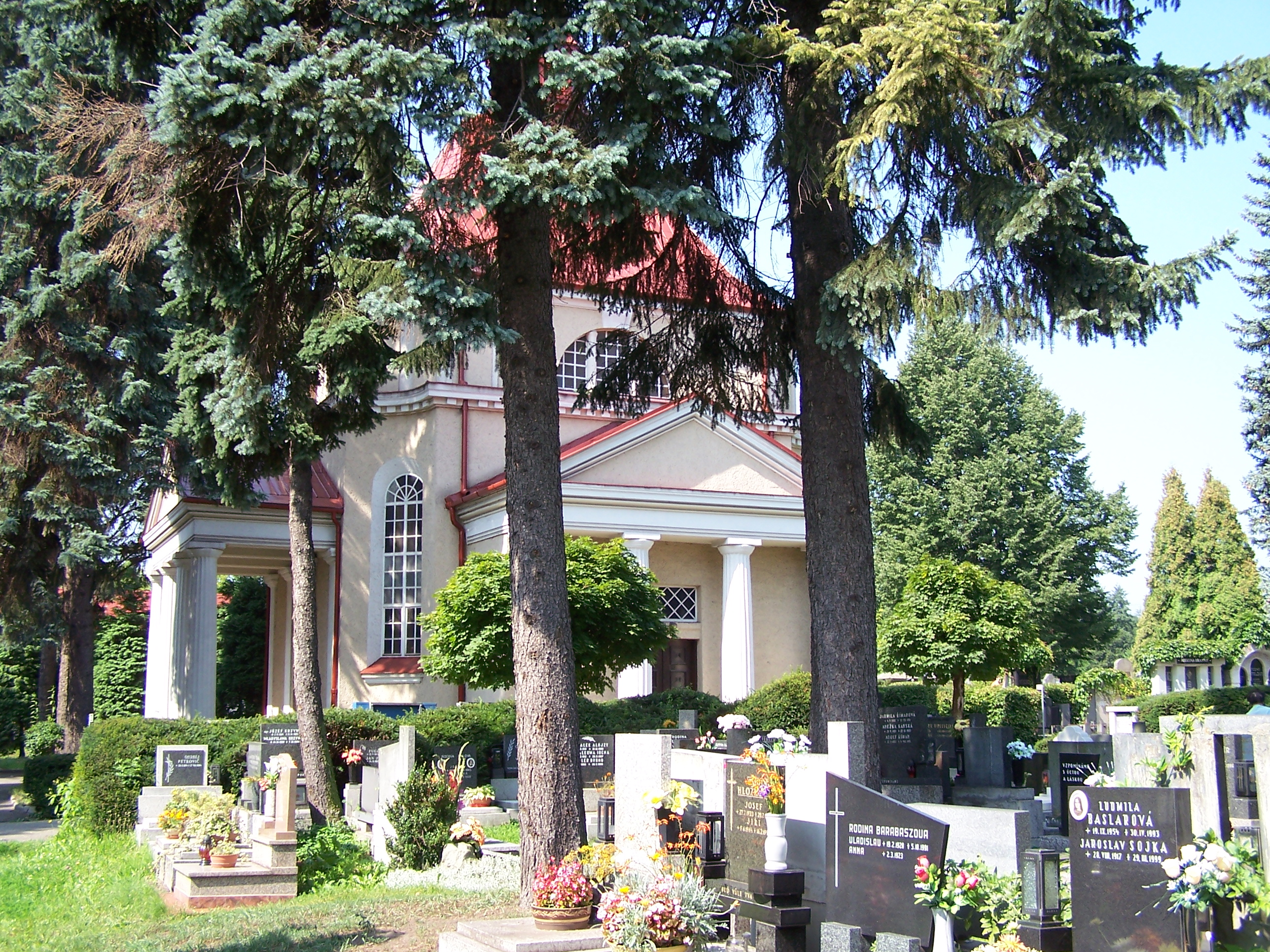
Цвинтар
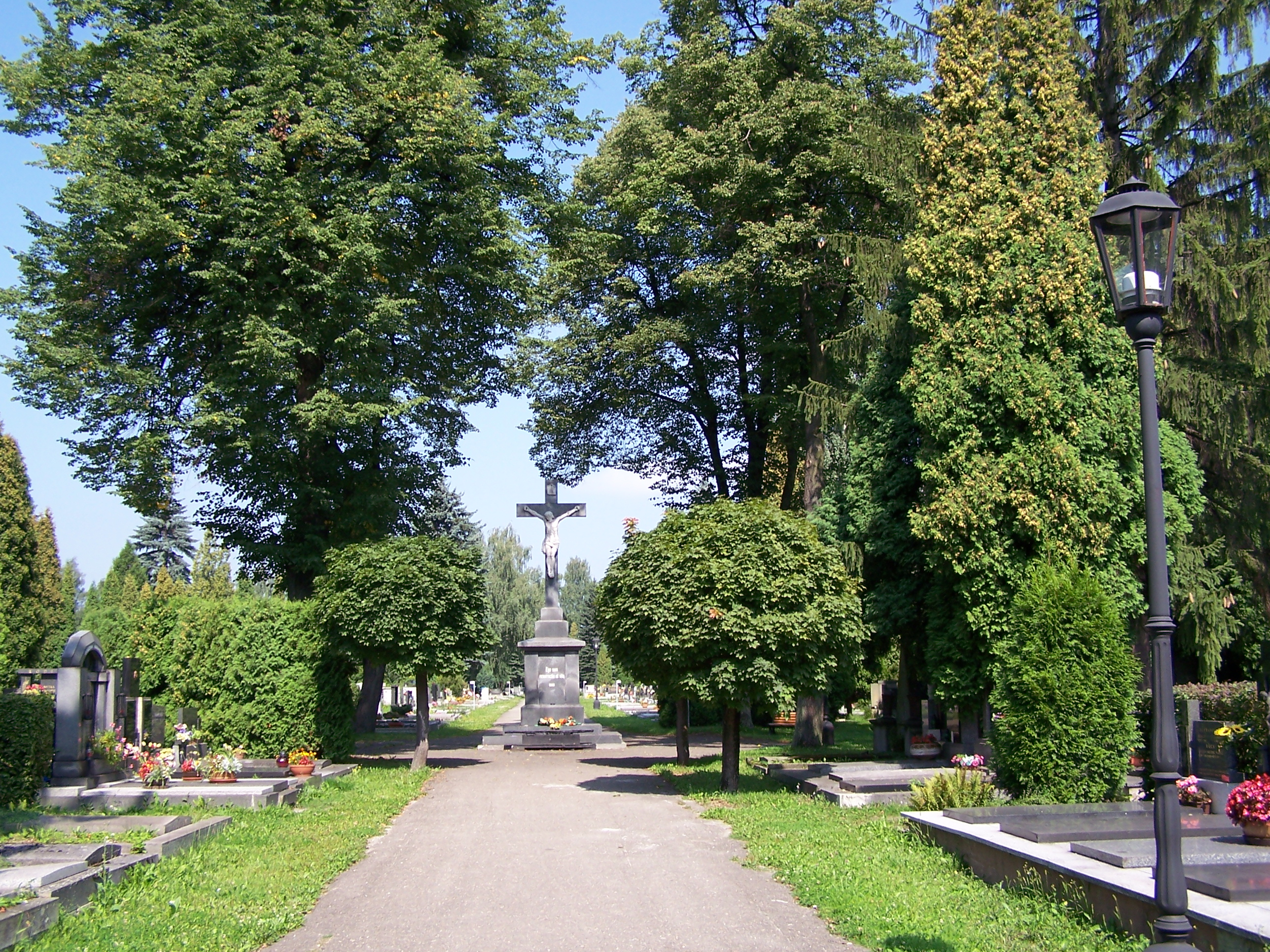
Цвинтар
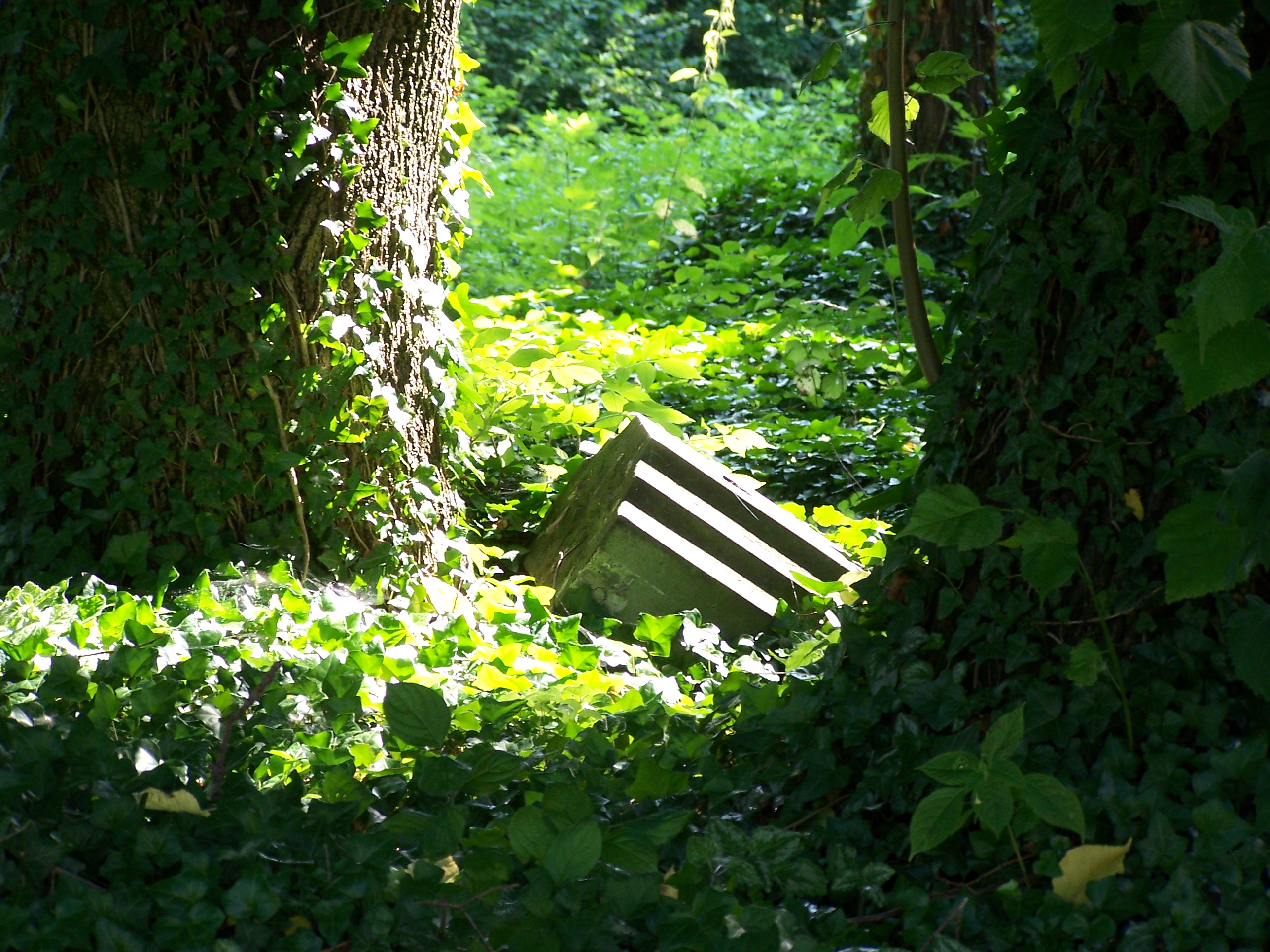
Забута історія. Фрагмент занепалої могили. Покинуте єврейське кладовище в Чеському-Тешині
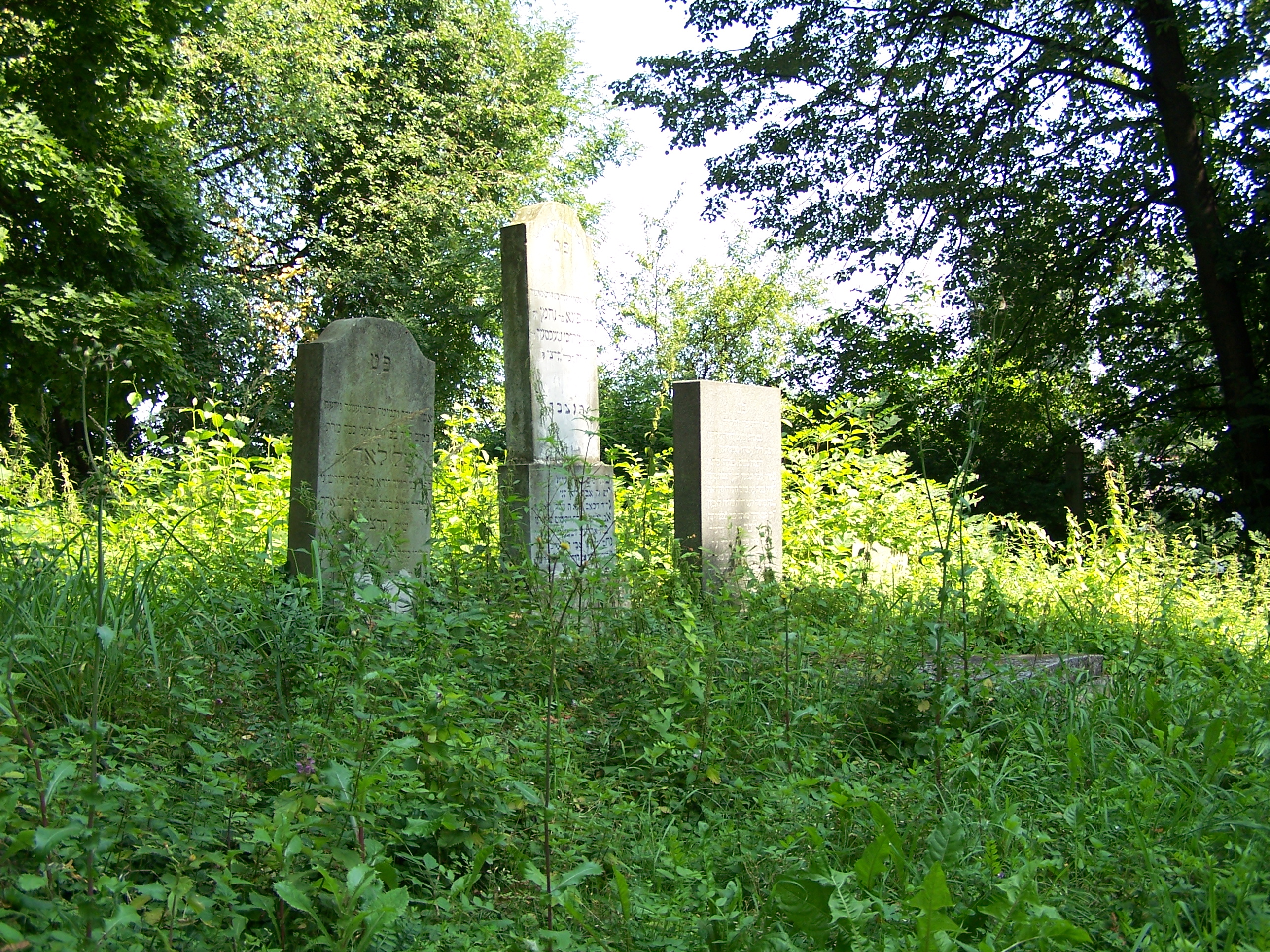
Фрагмент покинутого Єврейського Кладовища в Чеському-Тешині
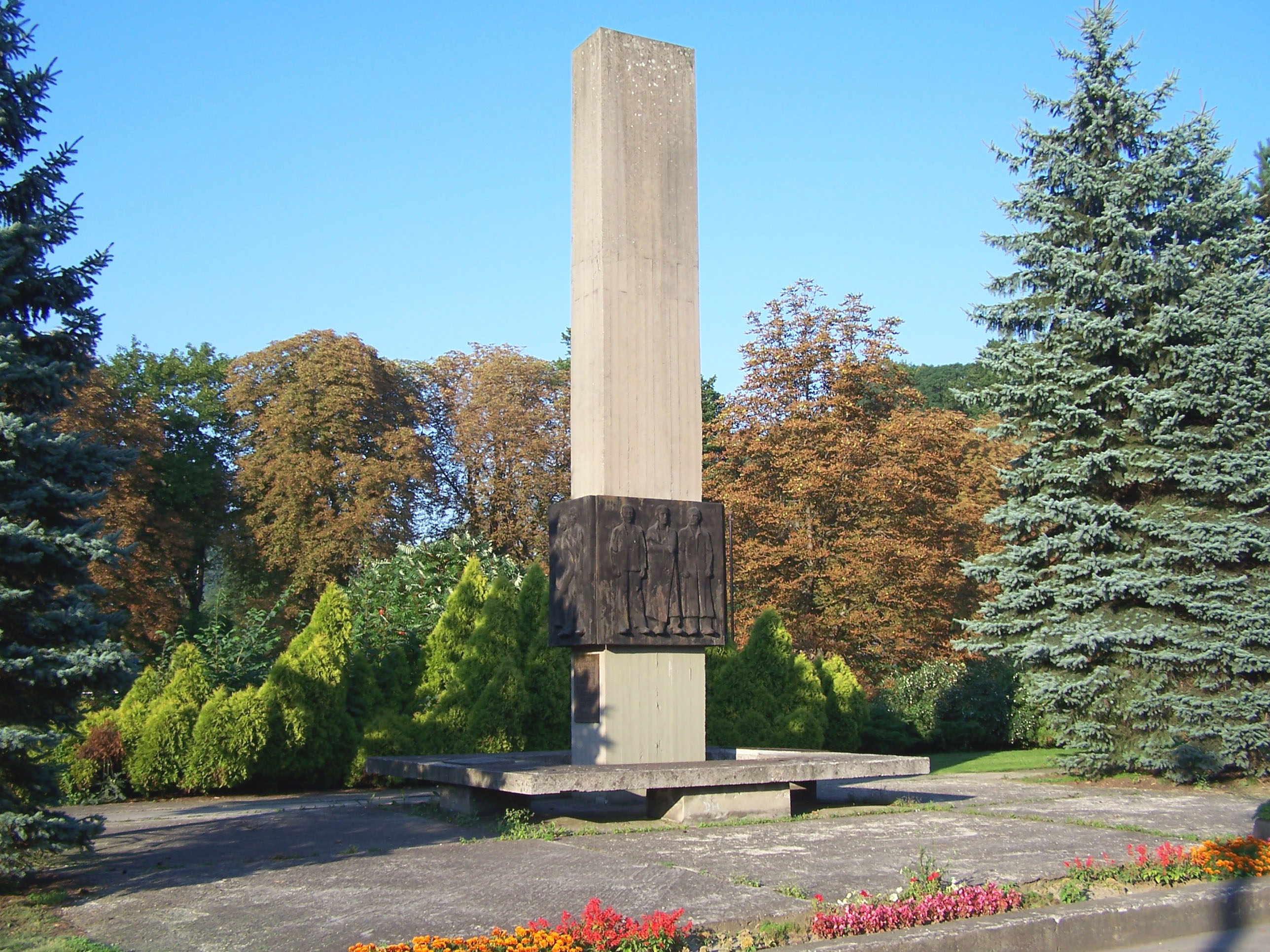
Меморіал, присвячений борцям опору другої світової війни
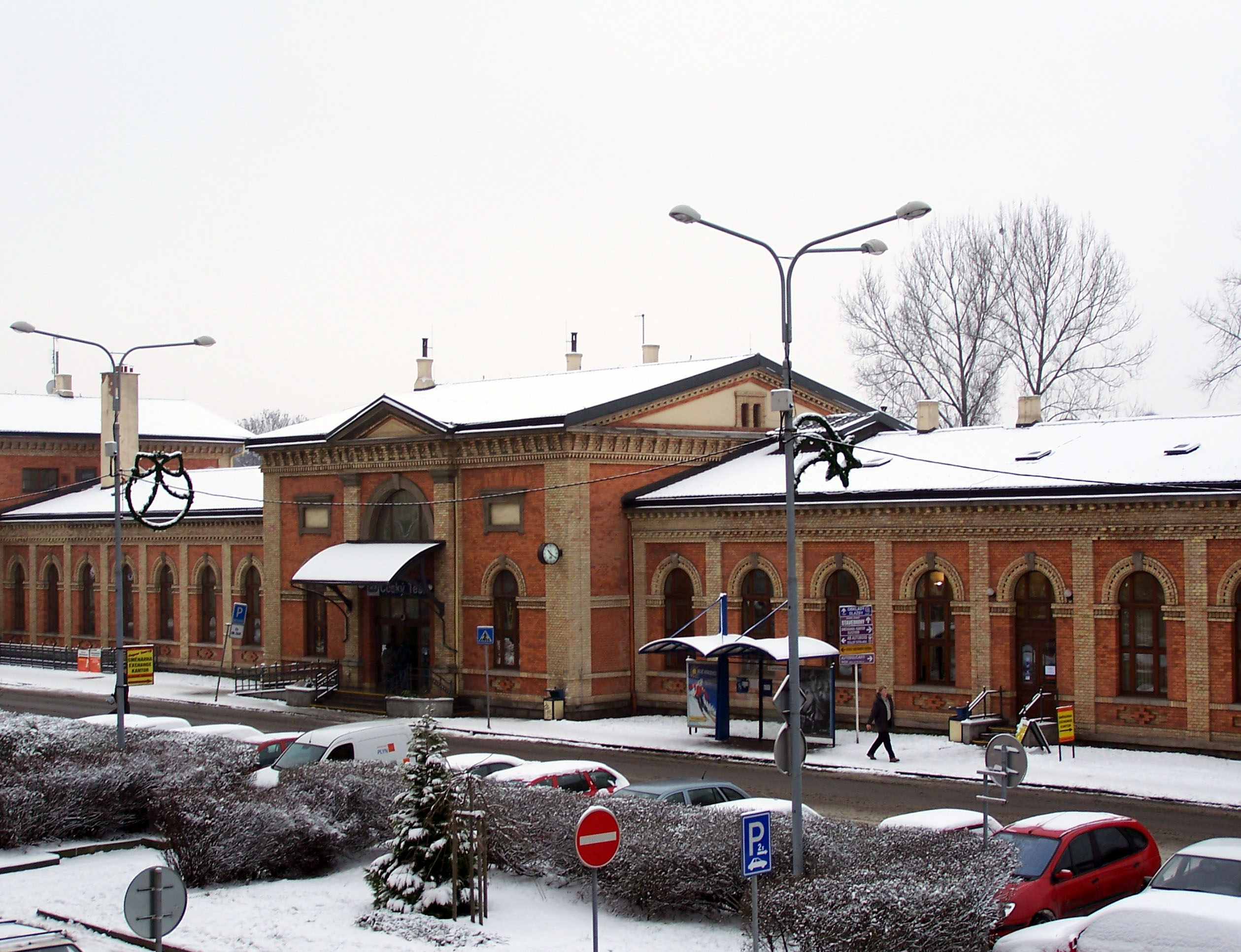
Залізнична станція
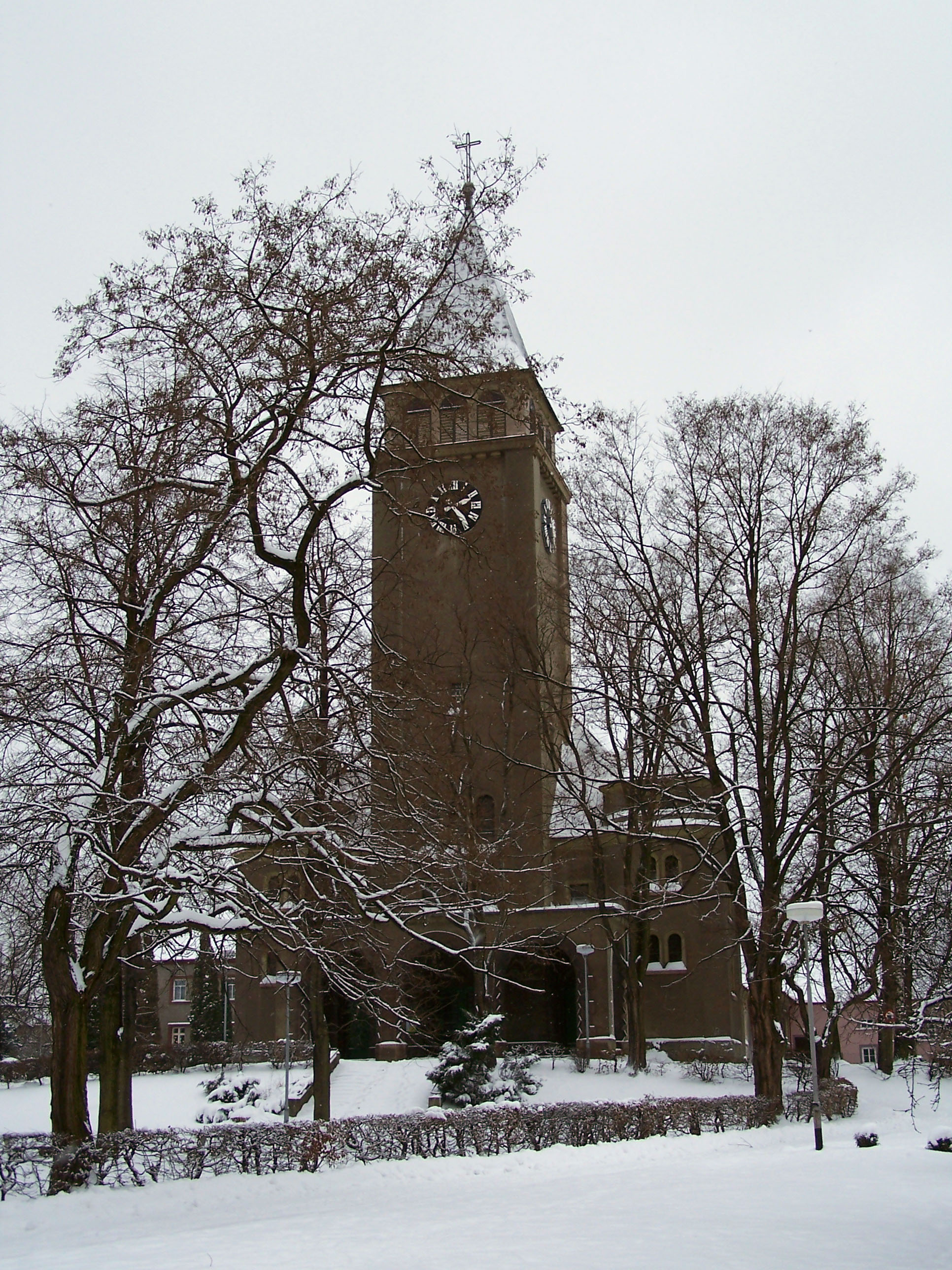
Лютеранська церква
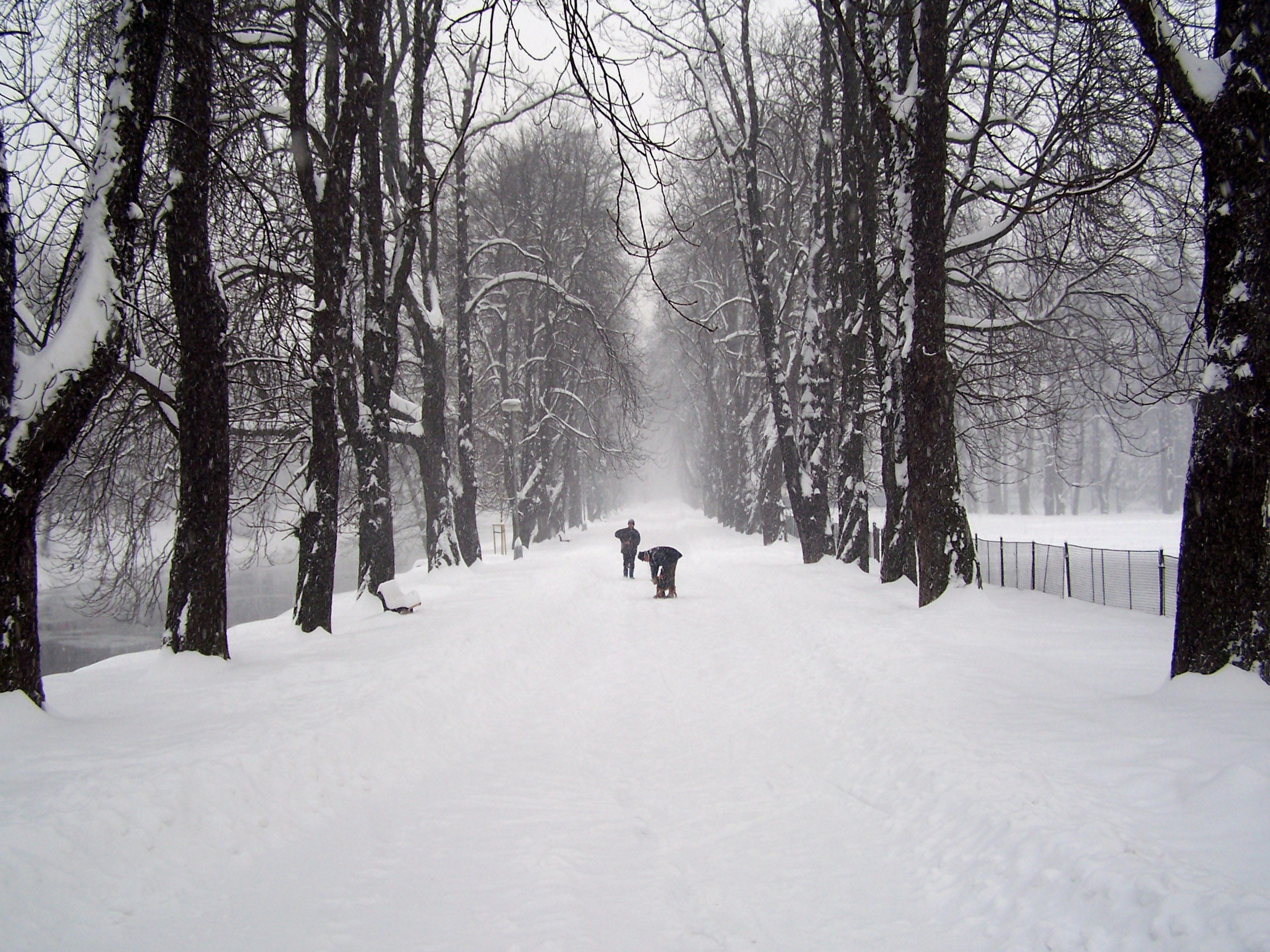
Зима в Чеському-Тешині
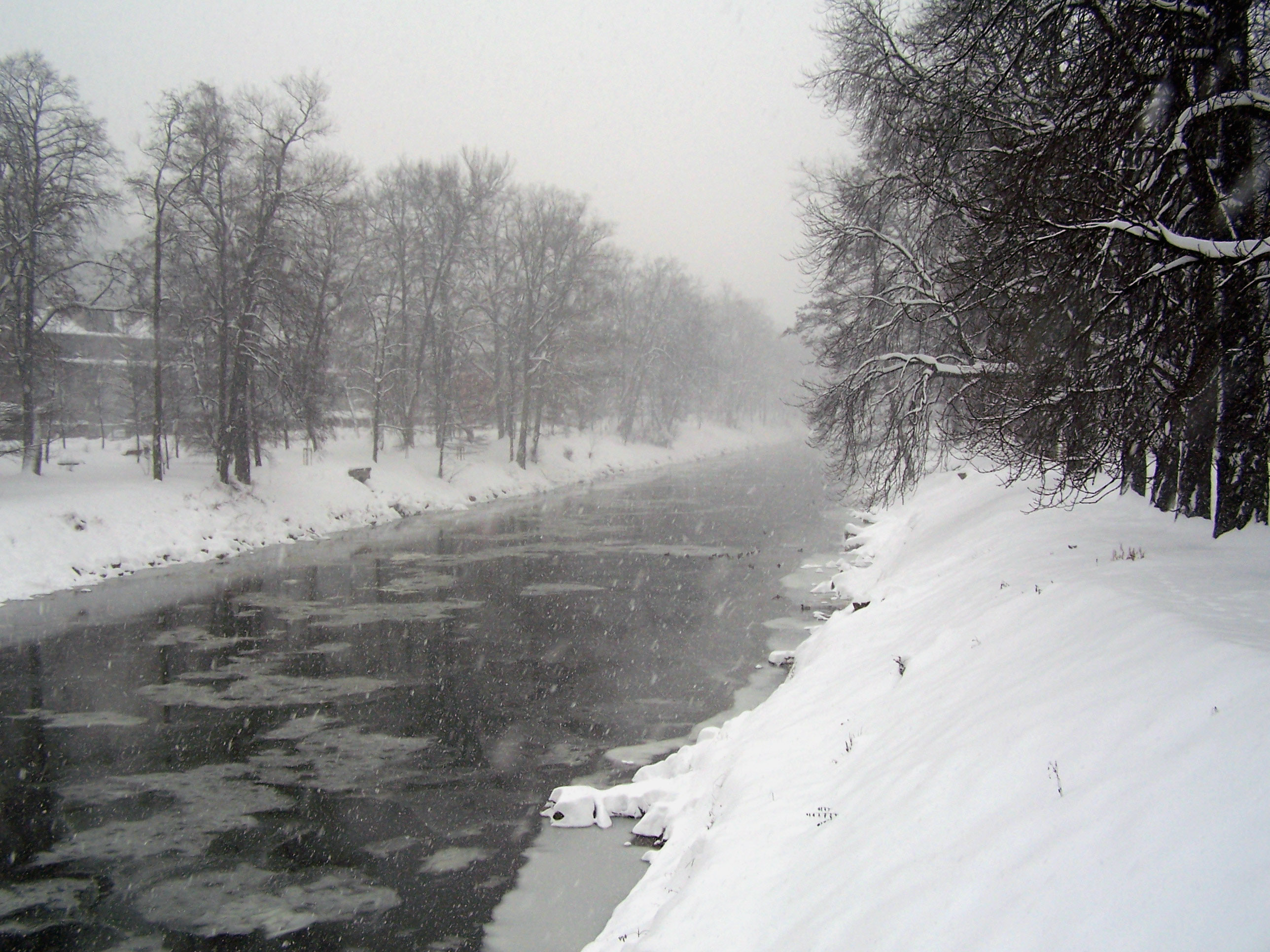
Зима в Чеському-Тешині. Річка Олже, вигляд з чеського берегу.